# Lake Zurich
Lake Zurich és una vila dels Estats Units a l'estat d'Illinois. Segons el cens del 2000 tenia 18.104 habitants.

## Demografia
Segons el cens del 2000, Lake Zurich tenia 18.104 habitants, 5.746 habitatges, i 4.866 famílies. La densitat de població era de 1.078,7 habitants/km².
Dels 5.746 habitatges en un 54,3% hi vivien nens de menys de 18 anys, en un 75,3% hi vivien parelles casades, en un 7,1% dones solteres, i en un 15,3% no eren unitats familiars. En el 12,4% dels habitatges hi vivien persones soles el 3,5% de les quals corresponia a persones de 65 anys o més que vivien soles. El nombre mitjà de persones vivint en cada habitatge era de 3,12 i el nombre mitjà de persones que vivien en cada família era de 3,42.
Per edats la població es repartia de la següent manera: un 34,1% tenia menys de 18 anys, un 5% entre 18 i 24, un 34,1% entre 25 i 44, un 21% de 45 a 60 i un 5,9% 65 anys o més.
L'edat mediana era de 35 anys. Per cada 100 dones de 18 o més anys hi havia 97,4 homes.
La renda mediana per habitatge era de 84.125 $ i la renda mediana per família de 89.874 $. Els homes tenien una renda mediana de 63.909 $ mentre que les dones 43.047 $. La renda per capita de la població era de 30.287 $. Aproximadament el 2% de les famílies i el 2,5% de la població estaven per davall del llindar de pobresa.

## Poblacions properes
El següent diagrama mostra les poblacions més properes.